# 박석안
박석안(朴石安, 1947년 ~ 2006년 5월 15일, 경상북도 의성군)은 대한민국의 관료·기업인이다.
1974년 연세대학교 건축공학과를 졸업하였다. 이듬해 75년, 기술직 7급 공무원에 임용되어 서울특별시에 몸담았으며 강남구청 도시관리국장, 그 뒤 서울특별시 건축심의위원회 위원, 서울특별시 도시계획위원회 위원 등을 지냈다.
서울시 건축과장, 2004년 5월 서울특별시 주택국장, 2005년 4월 서울특별시 건축심의위원회 위원장을 지냈다. 서울시 주택국장으로 2005년말 정년 퇴직했다. 퇴직 뒤에는 대기업 계열사 고문이 되었다.
투신자살 당시 검찰 수사에 강한 불만을 드러내는 유서를 남겼다. 검찰이 서울특별시의 책임을 만들려 무리한 수사를 했다는 견해가 제기되었다.

## 기타
강남구청 도시관리국장으로 재직할 때는 삼성동 현대 아이파크 건립을 추진했고 서울특별시 주택국장 시절에는 뉴타운 개발을 지지하며 도심 낙후지 재개발에 적극적으로 추진한 것으로 알려졌다.

## 평가
당시 서울특별시 시장 이명박은 평소 성실한 사람이었다며 박 전 국장의 성실성을 높이 평가해 국장으로 기용했는데 스스로 목숨을 끊어 안타깝게 됐다고 평가하였다.